# Сіхарулідзе Автанділ Тамазович
Автанділ Сіхарулідзе (нар. 18 липня 1978, Батумі, Грузинська РСР) — грузинський футболіст, нападник, півзахисник.

## Життєпис
Автанділ Сіхарулідзе народився 18 липня 1978 року у Батумі. У 1992 році дебютував на професіональному рівні за ФК «Батумі», яке згодом змінило назву на «Динамо», кольори якого захищав до 1994 року. Крім цього виступав за ФК «Батумі» (було відроджено, як фарм-клуб динамівців). У 1994 році перейшов до «Гурія» (Ланчхуті), а в 1995 році захищав кольори «Самтредії».
У 1997 році переїхав до України та підписав контракт з тодішнім представником Вищої ліги чемпіонату України, тернопільською «Нивою». У новій команді дебютував 9 липня 1997 року у переможному (1:0) домашньому поєдинку 1-го туру вищої ліги чемпіонату України проти сімферопольської «Таврії». Автанділ вийшов на поле на 78-й хвилині, замінивши Сергія Турянського. Дебютним голом за тернопільську команду відзначився 24 липня 1999 року на 72-й хвилині нічийного (1:1) виїзного поєдинку 4-го туру вищої ліги чемпіонату України проти кіровоградської «Зірки». Сіхарулідзе вийшов на поле на 46-й хвилині, замінивши Сергія Кривого.
У футболці «Ниви» виступав до 2000 року. За цей час у чемпіонатах України зіграв 33 матчі та відзначився 3 голами, ще 5 матчів (1 гол) за тернополян зіграв у кубку України. Протягом свого перебування у «Ниві», у сезоні 1997/98 років виступав на правах оренди у друголіговому чортківському «Кристалі». 31 липня 1997 року дебютував за чортківський клуб у переможному (3:0) домашньому поєдинку 1-го туру групи А другої ліги чемпіонату України проти київського «Динамо-3». Автанділ вийшов на поле у стартовому складі та відіграв увесь поєдинок, а на 65-й хвилині відзначився дебютним голом за «Кристал». Протягом свого перебування у чортківському клубі зіграв 5 матчів та відзначився 2 голами.
Про подальшу кар'єру Автанділа Сіхарулідзе відомо небагато. У сезоні 2002/03 років він захищав кольори «Динамо» (Батумі), а в сезоні 2003/04 років — «Ботева» (Пловдив) з вищого дивізіону болгарського чемпіонату.